# Sphaerodactylus poindexteri
Espèce
Sphaerodactylus poindexteri est une espèce de geckos de la famille des Sphaerodactylidae.

## Répartition
Cette espèce est endémique d'Útila dans les îles de la Bahía au Honduras.

## Étymologie
Cette espèce est nommée en l'honneur de James A. Poindexter.

## Publication originale
- McCranie & Hedges, 2013 : Two additional new species of Sphaerodactylus (Reptilia, Squamata, Gekkonoidea, Sphaerodactylidae) from the Honduran Bay Islands. Zootaxa, no 3694 (1), p. 40–50.